# Nāwa
Nāwa är en ort i Indien.   Den ligger i distriktet Nāgaur och delstaten Rajasthan, i den nordvästra delen av landet, 280 km sydväst om huvudstaden New Delhi. Nāwa ligger 379 meter över havet och antalet invånare är 20 044.
Terrängen runt Nāwa är platt, och sluttar söderut.  Trakten runt Nāwa är nära nog obefolkad, med mindre än två invånare per kvadratkilometer. Det finns inga andra samhällen i närheten. Trakten runt Nāwa är ofruktbar med lite eller ingen växtlighet.